# Amt Laage
Amt Laage – związek gmin w Niemczech, w kraju związkowym Meklemburgia-Pomorze Przednie, w powiecie Rostock. Siedziba związku znajduje się w mieście Laage.. Powstał 1 sierpnia 2004.
W skład związku wchodzą cztery gminy, w tym jedna gmina miejska (Stadt) oraz trzy gminy wiejskie (Gemeinde):
1. Dolgen am See
2. Hohen Sprenz
3. Laage, miasto
4. Wardow

## Zmiany administracyjne
- 26 maja 2019
  - przyłączenie gminy Diekhof do miasta Laage